# Fanny Schreck
Fanny Schreck, geborene Franziska Ott, auch Fanny Schreck-Norman, (* 11. Juni 1877 in Ulm; † 11. Dezember 1951 in Ulm-Söflingen) war eine deutsche Schauspielerin.

## Leben
Sie wurde 1877 als Franziska Ott geboren. 1910 heiratete sie den Schauspieler Max Schreck und nannte sich fortan Fanny Schreck. Teilweise wurde sie in Vorspännen als Fanny Schreck-Norman geführt.
Sie erhielt lobende Kritiken für ihre Rollen am Theater, obwohl diese nie über Chargenrollen hinausgingen. Sie tauchte immer wieder in kleinen Nebenrollen im Film auf, vor allem in den 1930er Jahren wurde sie viel beschäftigt. Auch war sie häufig Sprecherin für Radiosendungen beim Deutschlandsender, Reichssender Berlin. 1937/38 war sie Künstlerin des Reichsrundfunks.
Fanny Schreck starb im Jahre 1951 in Ulm-Söflingen.

## Filmografie
- 1922: Nosferatu – Eine Symphonie des Grauens
- 1922: Die Talfahrt des Severin Hoyer
- 1931: Die Koffer des Herrn O.F.
- 1935: Das Mädchen Johanna
- 1935: Das Mädchen vom Moorhof
- 1935: Ehestreik
- 1936: Der Jäger vom Fall
- 1937: Die Nichte aus USA
- 1939: Rote Mühle
- 1939: Silvesternacht am Alexanderplatz
- 1939: Die Stimme aus dem Äther
- 1940: Eine Stunde
- 1940: Der Herr im Haus
- 1941: Eine Stunde (Kurzfilm)
- 1941/49: Alles aus Liebe
- 1942: Der Seniorchef

## Einzelnachweis
1. ↑  genaues Geburtsdatum laut Reichsfilmkammerakte Fanny Schreck-Normann

| Personendaten    | Personendaten                                        |
| ---------------- | ---------------------------------------------------- |
| NAME             | Schreck, Fanny                                       |
| ALTERNATIVNAMEN  | Ott, Franziska (Geburtsname); Schreck-Normann, Fanny |
| KURZBESCHREIBUNG | deutsche Schauspielerin                              |
| GEBURTSDATUM     | 11. Juni 1877                                        |
| GEBURTSORT       | Ulm                                                  |
| STERBEDATUM      | 11. Dezember 1951                                    |
| STERBEORT        | Ulm-Söflingen                                        |